# Плішевський Микола Іванович
Микола Іванович Плішевський (нар. 21 травня 1939, село Сантарка, тепер Коростенського району Житомирської області) — український радянський діяч, тракторист колгоспу «Дружба» Коростенського району Житомирської області. Депутат Верховної Ради УРСР 11-го скликання.

## Біографія
Освіта середня.
З 1956 року — колгоспник колгоспу імені Куйбишева Коростенського району Житомирської області, помічник машиніста екскаватора Омелянівського дробильно-тесного заводу, тракторист, машиніст екскаватора Ушомирської лукомеліоративної станції Житомирської області.
З 1968 року — тракторист колгоспу «Дружба» Коростенського району Житомирської області.
Член КПРС з 1980 року.
Потім — на пенсії в селі Пугачівка Коростенського району Житомирської області.

## Нагороди
- ордени
- медалі